# Rhinella inca
Rhinella inca es una especie de anfibios de la familia Bufonidae.
Es endémica de Perú.
Su hábitat natural incluye montanos secos, ríos, canales y diques.